# Liste der Monuments historiques in Poligné
Die Liste der Monuments historiques in Poligné führt die Monuments historiques in der französischen Gemeinde Poligné auf.

## Liste der Bauwerke
| Bezeichnung            | Beschreibung | Standort | Kennzeichnung | Schutzstatus | Datum | Bild           |
| ---------------------- | ------------ | -------- | ------------- | ------------ | ----- | -------------- |
| Château du Bois Glaume | Schloss      | (Lage)   | PA00090661    | Inscrit      | 1972  | weitere Bilder |

## Liste der Objekte
- Monuments historiques (Objekte) in Poligné in der Base Palissy des französischen Kultusministeriums